# Wet op het voortgezet onderwijs
De Wet op het voortgezet onderwijs WVO, vanwege de hoeveelheid onderwerpen ook wel de Mammoetwet genoemd, is een Nederlandse wet van 14 februari 1963, ingegaan op 1 augustus 1968, gericht op de regelgeving van het voortgezet onderwijs: het onderwijs dat wordt gegeven na het basisonderwijs en na het speciaal onderwijs. Het omvat niet het voortgezet speciaal onderwijs als bedoeld in de Wet op de expertisecentra, educatie en beroepsonderwijs en het hoger onderwijs.
De WVO verving de Kleuteronderwijswet, de Middelbaaronderwijswet met de hbs, de Lager-onderwijswet 1920 met de ulo, de Kweekschoolwet, de Nijverheidsonderwijswet en de hoofdstukken over het gymnasium in de Hoger-onderwijswet. Het hoger beroepsonderwijs werd in 1986 uit de WVO gehaald en in de Wet op het hoger beroepsonderwijs WHBO ondergebracht, die in 1992 weer door de Wet op het hoger onderwijs en wetenschappelijk onderzoek WHW werd vervangen.
De nieuwe afkortingen zoals de havo en het vwo raakten na verloop van tijd ingeburgerd en werden na een spellingwijziging niet meer met hoofdletters geschreven. In de spreektaal werd het de mavo, de havo maar het vwo en naast voortgezet onderwijs heeft men het nog steeds over de middelbare school.
Ieder jaar wordt er ruim 7 miljard euro uitgegeven aan de lumpsum van het voortgezet onderwijs. 643 scholen met één of meer vestigingen werden in 2016 hiermee bekostigd. Deze scholen verzorgen onderwijs aan ongeveer 950.000 leerlingen. Hoewel het aantal wijzigingen in de eerste jaren na de invoering van de WVO nog meeviel, is de wet inmiddels ongeveer 250 keer gewijzigd.

## Bonaire, Sint-Eustatius en Saba
Sinds 1 januari 2011 is in het Koninkrijk der Nederlanden voor het voortgezet onderwijs de WVO BES van toepassing op Bonaire, Sint-Eustatius en Saba in Caribisch Nederland. Voor het overgrote deel is die wet een kopie van de WVO die geldt voor het Europees deel van Nederland.

## Veranderingen
Door de nieuwe wetgeving werden de mulo, mms en hbs afgeschaft en vervangen door het mavo, wat later vmbo is geworden, havo en vwo. Het lager beroepsonderwijs lbo, later voorbereidend beroepsonderwijs VBO genoemd ontstond ook op dat moment, om tot uitdrukking te brengen dat men eigenlijk nog een vervolgopleiding diende te volgen.
Met de inwerkingtreding van de huidige WVO werd ook het beroepsonderwijs, waaronder het landbouwonderwijs, waarvoor tot dan toe geen wettelijke regels bestonden, beter geregeld.
De meer vakgerichte opleidingen voor jongens bleven behouden, en ook het gymnasium bleef bestaan, maar werd binnen het vwo naast het nieuwe atheneum geplaatst.
De vakopleiding speciaal voor meisjes, de nijverheidsschool of huishoudschool, verdween. Deze was oorspronkelijk opgericht als brede, emancipatoire opleiding voor meisjes, veelal uit de lagere (midden)klasse, om in hun eigen onderhoud te kunnen voorzien in een huishoudelijk beroep als kokkin, kinderverzorgster, huishoudster of instellingsassistente INAS. Deze opleidingsvorm was in de tijd dat de wet op het voortgezet onderwijs werd ingevoerd verworden tot een tijdelijke opvangplek voor meisjes om ze voor te bereiden op het huwelijk.

## Doelstelling
De grondgedachte achter deze wet was dat elke leerling zowel een algemene als een beroepsopleiding zou moeten volgen. In deze periode volgden meer leerlingen dan voorheen na de basisschool een vervolgopleiding.
Om het onderwijsideaal te realiseren dat elke leerling eenzelfde basis kreeg, werd een overbruggingsperiode ingevoerd, die brugklas werd genoemd. Pas na de brugklas moest de leerling kiezen voor de definitieve opleiding. Daarnaast werd het mogelijk om door te stromen naar andere opleidingen, om eventuele fouten bij de keus van een opleiding te kunnen rechtzetten.
Een leerling kon doorstromen van mavo naar havo en van havo naar vwo, maar kon ook andersom besluiten. Dit was vroeger vrijwel niet mogelijk, bijvoorbeeld een doorstroom van mulo naar hbs sloot geheel niet aan. Deze wet was echter niet ontworpen om de sociale ongelijkheid te verminderen. Pas in de jaren zeventig kreeg dat thema meer aandacht.

## Mammoetwet
De bijnaam van de wet 'Mammoetwet' is te danken aan het Kamerlid Anton Roosjen van de ARP, die het er vanwege de grote hoeveelheid aan onderwerpen niet mee eens was: Laat die mammoet maar in het sprookjesleven voortbestaan.

## Vakkenpakket
Bij de invoering van de Mammoetwet werd het aantal vakken voor het eindexamen sterk verminderd. Het examen vwo werd bijvoorbeeld beperkt tot zeven vakken, die oorspronkelijk veel dieper gingen dan de tot dan toe op bijvoorbeeld hbs of gymnasium gegeven vakken, om de totale hoeveelheid leerstof min of meer gelijk te houden. Het examen voor de avondscholen deed het met een vak minder. Daar werd het examen beperkt tot zes vakken. Het examen werd op de avondscholen twee jaar eerder gehouden dan op de dagscholen.
Vóór de invoering van de Mammoetwet moest iemand die een gymnasium-β examen wilde afleggen examen doen in
- Grieks, Latijn, Frans, Duits, Engels en Nederlands, bestaande uit drie losse onderdelen mondelinge boekbespreking, schriftelijk opstel, schriftelijk samenvatting
- Natuurkunde, Scheikunde, Biologie, Wiskunde, bestaande uit drie losse onderdelen 1. analytische meetkunde/ goniometrie/trigonometrie -deze wiskundeonderdelen werden samen gedoceerd en geëxamineerd-, 2. stereometrie, 3. algebra, een van deze vakken werd door loting vrijgesteld

Geschiedenis en aardrijkskunde waren geen eindexamenvakken, maar werden wel onderwezen tot de laatste klas.
Het gevolg van deze aanpassingen was dat de rangen en standen in het onderwijs verdwenen. In de loop van de tijd werd er steeds geknutseld aan de inhoud van de pakketten, onder andere mede onder invloed van leerlingenstakingen, met als resultaat dat het niveau van het onderwijs, volgens menigeen, aanzienlijk daalde.

## Ontwikkelingen vóór de invoering van de Mammoetwet
Al kort na de Tweede Wereldoorlog was erover gedacht om het onderwijs te vernieuwen. De pedagoog Kees Boeke vond dat vernieuwing nodig was en werd gesteund door de toenmalige minister van Onderwijs Gerardus van der Leeuw, die in 1946 de Vernieuwingsraad instelde. Dit liep door tegenstand vanuit het onderwijs op niets uit. Minister Rutten kwam in 1951 met een Onderwijsplan. Hij wilde een Algemene Middelbare School invoeren die vier jaar zou duren. De invoering van de Mammoetwet in 1963 is de verdienste van minister Jo Cals.

## Ontwikkelingen na de invoering van de Mammoetwet
Een andere onderwijsminister, Jos van Kemenade kwam in 1975 met een nieuw hervormingsplan, de middenschool, waar leerlingen van alle niveaus bij elkaar zouden zitten, maar zijn plan heeft het ondanks enkele experimenten niet gehaald.
Ondanks alle goede bedoelingen had de Mammoetwet niet het gewenste effect. De opleidingen van het lbo sloten niet goed aan op het mbo en op de arbeidsmarkt. Om dit 'gat in de Mammoetwet' op te lossen werd het Kort Middelbaar BeroepsOnderwijs Kmbo ingevoerd.
Het bleek al snel dat het concept van de brugklas niet werkte. Het niveauverschil tussen de leerlingen die van de basisschool kwamen was te groot. De brugklas werd in 1992 wettelijk vervangen door de basisvorming en die werd in 1993 ingevoerd.
In 1999 ontstond het vmbo uit de mavo en het vbo. Het misverstand is geweest, dat de mavo daarmee werd afgeschaft. Die is echter nooit uit de wet verdwenen en dat is ook de reden waarom er naast de theoretische leerweg tl van het vmbo steeds categorale mavo's zijn gebleven, maar dat is vooral een kwestie van naam. Deze mavo's geven vmbo-tl onderwijs, nemen vmbo-tl examens af en reiken vmbo-tl diploma's uit.

## Urennormen
In de Wet op het voortgezet onderwijs is tevens de norm opgenomen van het aantal klokuren dat scholieren les moeten krijgen. Voor de onderbouw van het voortgezet onderwijs geldt een norm van 1040 uur per schooljaar. Voor de bovenbouw en het examenjaar tellen andere normen, namelijk respectievelijk 1000 en 700 uur. Deze normen werden begin 2006 ingevoerd omdat scholen daarvoor vaak te weinig lesuren boden, zo waren er voorheen scholen die minder dan 800 klokuren per jaar aanboden.